# Granola

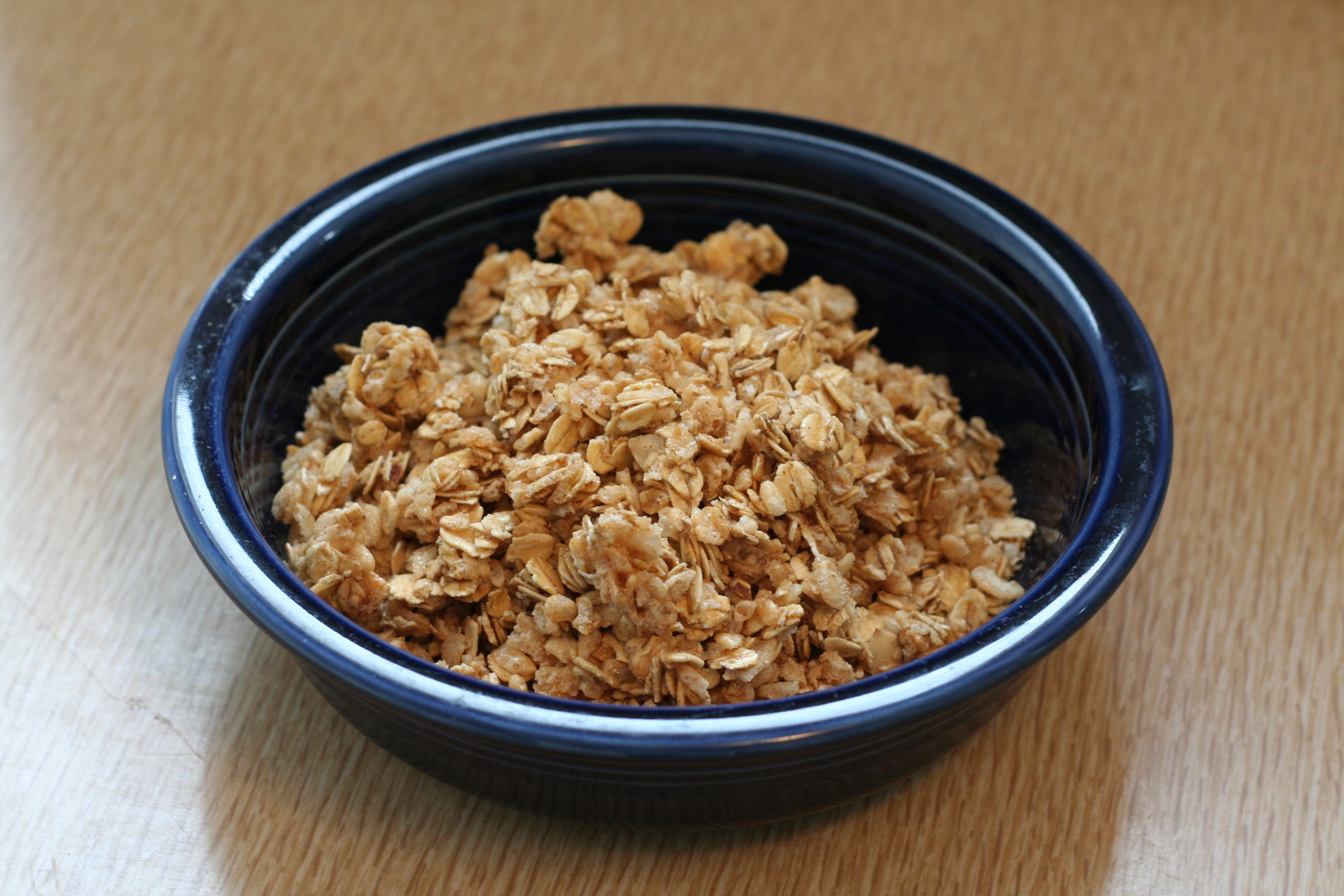
Een bakje granola.

Granola is een mengsel van onder andere granen, zaden, pitten en gedroogd fruit dat vaak met yoghurt wordt gegeten. Het wordt in dezelfde ontbijtfamilie geplaatst als muesli. Granola onderscheidt zich van de rest van haar ontbijtfamilie doordat het geroosterd wordt in de oven met onder andere olie en honing (of andere suikers). Er zijn verschillende recepten van waarin noten en zaden naar keuze kunnen worden toegevoegd. 
Vaak worden ook gedroogde vruchten toegevoegd bij de yoghurt met granola zoals cranberry en goji-bessen.
Yoghurt met granola kan ook worden genuttigd als nagerecht.